# Струнка
Стру́нка (бел. Стру́нка) — река в Белоруссии, протекает по территории Полоцкого района Витебской области, правый приток реки Западной Двины. Длина реки — 21 км, площадь водосборного бассейна — 123 км², средний наклон водной поверхности 1,4 м/км.
Река берёт начало в болотах километром западнее деревни Шилы, течёт по Полоцкой низменности. Генеральное направление течения — юго-запад. Русло от истока на протяжении 4 км канализировано.
Крупнейший приток — Тросница (правый).
Струнка протекает ряд сёл и деревень: Щербаки, Базылевка, Заречаны, Струнье, Евнино, Беловодка, Кондраши, Ореховичи.
Впадает в Западную Двину у деревни Слобода близ юго-восточных окраин Полоцка.